# 費爾菲爾德 (卡溫頓縣)
費爾菲爾德（英語：Fairfield）是一個位於美國阿拉巴馬州卡溫頓縣的非建制地區。該地的面積和人口皆未知。

## 地理
費爾菲爾德的座標為31°15′07″N 86°38′44″W / 31.25194°N 86.64555°W，而該地最高點為海拔高度60米（即190英尺）。